# Troisième guerre anglo-néerlandaise
Batailles
Solebay-Schooneveld 1-Schooneveld 2-
James River (en)-Nouvelle-Néerlande (en)-Masulipatnam (en)-Texel
La troisième guerre anglo-néerlandaise est un conflit armé entre les Provinces-Unies et le royaume d'Angleterre qui se déroule entre 1672 et 1674. Ces affrontements sont sous-jacents à la guerre de Hollande (1672-1678) de Louis XIV. Les tentatives de blocus de la côte hollandaise par les marines anglaise et française sont contrecarrées par quatre victoires stratégiques remportées par l'amiral Michiel de Ruyter. Le Parlement d'Angleterre oblige alors le roi Charles II à mettre fin à cette guerre coûteuse et infructueuse par la signature d'un nouveau traité de Westminster, suivant celui mettant fin à la Première guerre anglo-néerlandaise en 1654.

## Préparatifs
Les Provinces-Unies, l'Angleterre et la Suède concluent en 1668 la Triple Alliance dirigée contre la France afin d'empêcher ce pays d'occuper les Pays-Bas méridionaux. Mais, en 1670, Charles II d'Angleterre fait volte-face : il signe avec Louis XIV le traité de Douvres, accord secret par lequel l’Angleterre se joindrait à la France dans l’imminente guerre de Hollande.
Charles II, humilié par l'issue de la deuxième guerre anglo-néerlandaise, ne s'est en effet engagé dans la Triple-Alliance que dans l'espoir de provoquer une rupture entre les Provinces-Unies et la France, deux anciens alliés. Par l'intermédiaire de l'ambassadeur William Temple, ami du grand-pensionnaire Johan de Witt, il tente publiquement d'apaiser les tensions entre la France et les Provinces-Unies mais en réalité pousse secrètement Louis XIV à entrer en guerre contre les Néerlandais. Le traité de Douvres prévoit que l'Angleterre entrera, après la victoire, en possession de l'île de Walcheren, Cadzand et l'embouchure de l'Escaut, mais Charles II convoite également Brielle, Delfzijl et les îles de Texel et Terschelling, afin de contrôler les routes maritimes vers Rotterdam et Amsterdam.
Charles II souhaite que la guerre débute en 1671 mais la France a d'abord besoin d'établir des relations diplomatiques solides avec la Principauté épiscopale de Münster et la principauté archiépiscopale de Cologne. L'empereur Léopold Ier a promis de ne pas interférer avec les plans français à condition que la France n'attaque pas les Pays-Bas espagnols. Les armées françaises doivent donc passer par la principauté épiscopale de Liège, territoire appartenant à l'archevêque de Cologne Maximilien-Henri de Bavière, et profiter ainsi de l'effet de surprise. Münster et Cologne décident même de participer à l'invasion.
Charles II utilise ce délai en essayant de semer des dissensions entre la faction orangiste des Provinces-Unies, qui veut rétablir le stathoudérat au profit de la Maison d'Orange, et la faction républicaine dirigée par Johan de Witt. En novembre 1670, le prince Guillaume d'Orange, neveu de Charles II, lui rend visite afin d'exhorter la Maison Stuart à rembourser une partie de l'importante dette qu'elle a contractée envers la Maison d'Orange. Charles II compte en profiter pour faire entrer son neveu dans la conspiration en lui promettant de le faire prince de Hollande. Il commence par conseiller à Guillaume de se convertir au catholicisme mais sa réaction horrifiée le persuade qu'il vaut mieux ne pas lui révéler ses plans.
Le roi d'Angleterre a aussi besoin du Parlement pour voter les fonds suffisants à la construction de plus de navires de guerre. L'Angleterre ne souhaite pas s’engager dans les opérations terrestres, en dehors de l'envoi d'une brigade commandée par le duc de Monmouth. La Royal Navy doit donc défaire la marine néerlandaise et opérer le blocus des côtes du pays. Charles II a reçu des subsides considérables de Louis XIV, environ 225 000 ₤ par an, mais préfère les dépenser pour assurer le luxe de sa cour, le caractère secret du traité rendant de plus délicat d'employer ces fonds directement pour la flotte. La défaite anglaise lors de la deuxième Guerre anglo-néerlandaise a rendu le Parlement réticent et Charles II décide de suspendre le paiement des dettes de la Couronne le 2 janvier 1672, ce qui lui rapporte 1 300 000 ₤.

## L'incident duMerlin
Devant la frilosité du Parlement anglais, Charles II crée un incident de toutes pièces pour acquérir l'opinion publique à une guerre. Il envoie le voilier royal Merlin, avec à son bord Dorothy Osborne, l'épouse de l'ambassadeur William Temple, naviguer en vue de la flotte néerlandaise à l'ancre à Brielle le 24 août 1671. Comme prévu par un précédent traité, les navires néerlandais, commandée par Willem Joseph de Gand, baissent leurs pavillons en signe de respect, mais ne font pas tirer le canon pour saluer le passage du Merlin car ils ne considèrent pas celui-ci, armé de huit canons, comme un navire de guerre. Charles II fait alors demander par l'intermédiaire de George Downing, son nouvel ambassadeur à La Haye, que les amiraux responsables soient sévèrement punis, demande qui est rejetée par les États généraux des Provinces-Unies. George Downing, qui s'est fait haïr de la population néerlandaise car il était déjà ambassadeur au début de la deuxième guerre anglo-néerlandaise, doit fuir La Haye au début de 1672 car sa vie est menacée. En janvier, Guillaume d'Orange, qui a deviné les intentions de Charles II, lui offre de faire des Provinces-Unies une alliée fidèle de l'Angleterre en échange de son soutien pour qu'il soit nommé stathouder et de sa rupture avec la France. Mais le souverain anglais, doutant que les Néerlandais restent des alliés soumis une fois la menace d'une invasion française écartée, rejette la proposition.
Malgré les assurances diplomatiques répétées de la France et de l'Angleterre, beaucoup de politiciens et militaires néerlandais interprètent l'activité diplomatique française dans les principautés allemandes, les préparatifs de la marine anglaise et la levée de troupes en France comme des signaux que la guerre est imminente. Le 25 février 1672, Guillaume d'Orange, malgré sa jeunesse, est nommé capitaine général de l'armée néerlandaise. Les querelles entre factions et l'incertitude au sujet de la stratégie française empêchent la création d'une puissante armée de terrain, la plupart des 83 000 hommes (70 700 fantassins et 12 700 cavaliers en juin 1672) étant assignés dans des garnisons. La marine néerlandaise est beaucoup mieux préparée, même si les États généraux ont limité le budget naval à 4 776 248 florins dans le but de ne pas provoquer les Anglais. Elle ne domine plus les mers comme à la fin de la deuxième Guerre anglo-néerlandaise car peu de navires ont été construits depuis 1667 mais le luitenant-admiraal Michiel de Ruyter passe l'été 1671 à faire répéter à la flotte des manœuvres d'entraînement, l'exerçant au tir et à la ligne de bataille et instaurant un nouveau sens de la cohésion et de la discipline.

## La guerre en 1672

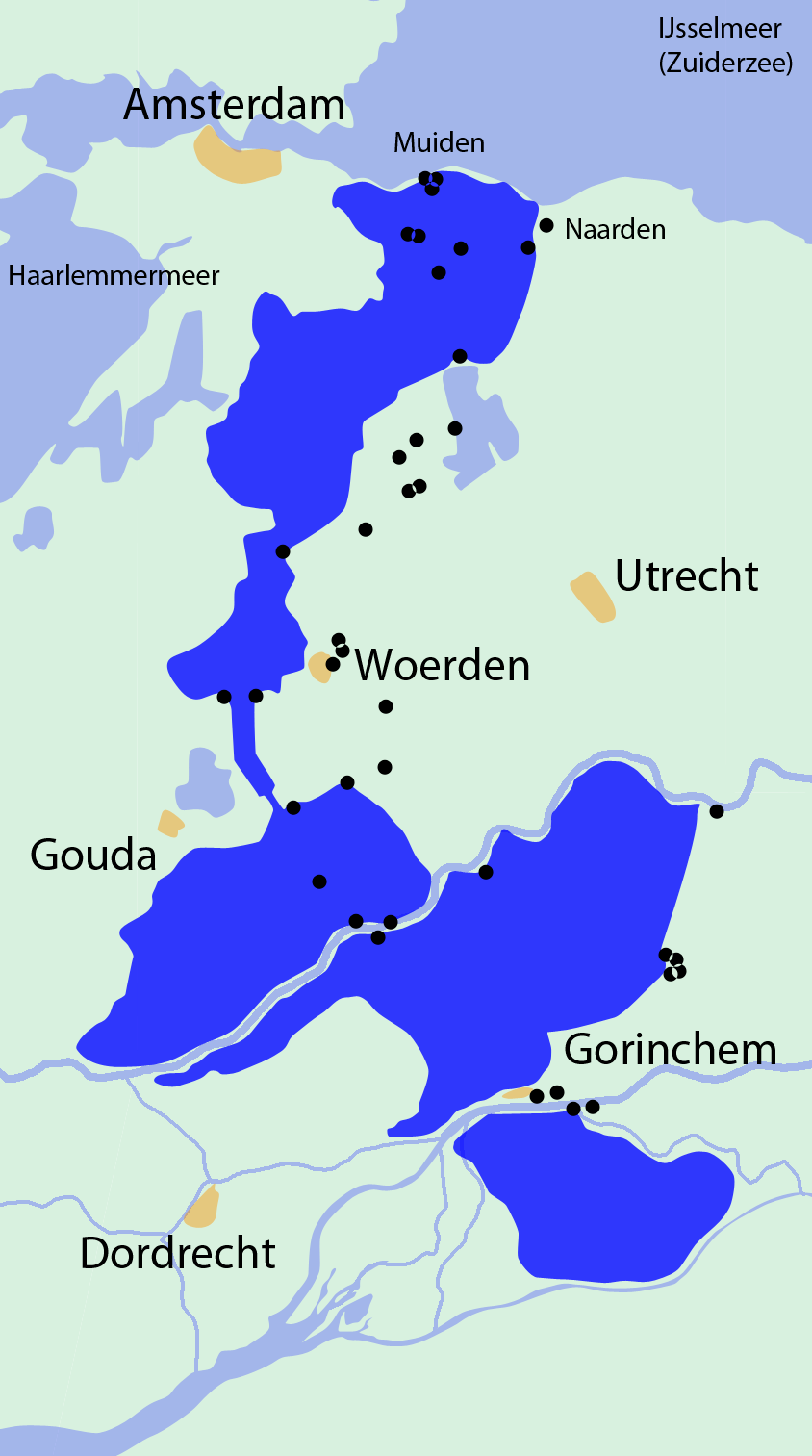
Système de défense des Provinces-Unies avec en bleu foncé les terres inondées.

Comme lors du précédent conflit entre les deux nations, les Anglais passent à l'action avant même la déclaration de guerre en tentant d'intercepter un convoi marchand néerlandais en provenance du Levant qui voyage avec une flottille assurant sa protection contre les corsaires barbaresques. Le 22 mars 1672, l'amiral Robert Holmes attaque le convoi dans la Manche mais il est repoussé par Cornelis Evertsen, ne faisant que de maigres prises et subissant d'importants dommages. Le 6 avril, la France déclare la guerre aux Provinces-Unies, et l'Angleterre le fait à son tour le lendemain en prenant comme prétexte l'incident du Merlin. L'armée française de 130 000 hommes progresse très rapidement grâce à un nouveau système de bases de ravitaillement conçu par le marquis de Louvois. Accompagnée par Louis XIV en personne, elle passe par Liège le 7 mai, contourne la puissante forteresse de Maastricht, avance le long du Rhin, prend six forteresses du duché de Clèves tenues par des garnisons néerlandaises, et traverse le Rhin le 12 juin dans la Betuwe pour envahir les Provinces-Unies. Les troupes de la province d'Overijssel quittent l'armée de terrain néerlandaise pour protéger leurs villes mais l'Overijssel se rend peu après à Bernhard von Galen, l'évêque de Münster, qui occupe ensuite la Drenthe et met le siège devant Groningue. Guillaume d'Orange doit se retirer sur Utrecht mais les notables de cette ville refusent de devoir endurer un siège, préférant ouvrir leurs portes à l'armée française. Guillaume d'Orange se replie alors derrière la waterlinie, ligne de défense mise en place en inondant volontairement de grandes portions du pays par l'ouverture des digues, inondation décidée par les États de Hollande le 8 juin.

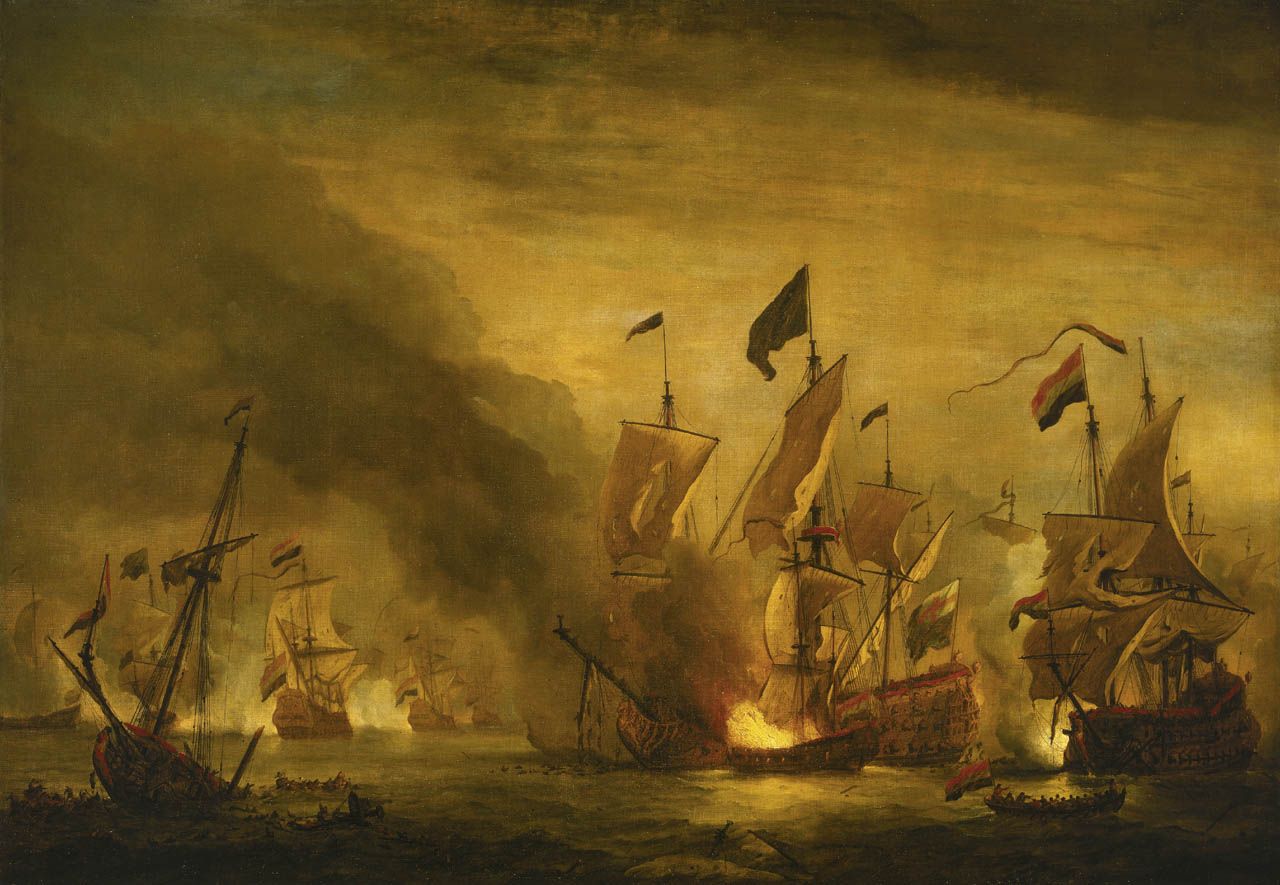
L'incendie du à la bataille de Solebay, par Willem van de Velde le Jeune.

Après la déclaration de guerre de l'Angleterre, les Provinces-Unies augmentent le budget naval de 2 200 000 florins. Johan de Witt cherche à obtenir une victoire navale décisive en adoptant une stratégie agressive et donne à Michiel de Ruyter la mission de détruire la flotte franco-anglaise. Le 7 juin, celle-ci est surprise par la flotte néerlandaise alors qu'elle est à l'ancre à Solebay. Lors de la bataille de Solebay, la flotte alliée est sauvée d'une sévère défaite par un changement de vent soudain qui fait perdre aux Néerlandais leur position avantageuse. Néanmoins, les dommages subis, incluant l'incendie et le naufrage du Royal James, au cours duquel l'amiral Édouard Montagu se noie, sont si importants que la flotte franco-anglaise est dans l'incapacité d'exécuter des actions navales majeures pendant le reste de l'année, en dehors d'une tentative manquée d'intercepter la flotte de la Compagnie néerlandaise des Indes orientales. Du côté néerlandais, l'amiral Willem Joseph de Gand est tué pendant le combat.
Mais les événements terrestres annulent les effets de cette victoire. L'apparition soudaine de l'armée française au cœur des Provinces-Unies cause une panique générale et, le 14 juin, les États de Hollande décident de demander la paix à la France et à l'Angleterre. Sur le conseil de Louvois, Louis XIV cherche à négocier un traité aussi favorable que possible pour la France. Des émeutes surviennent dans plusieurs villes néerlandaises, la population blâmant le gouvernement républicain de Johan de Witt pour ce désastre et appelant Guillaume d'Orange à s'emparer du gouvernement. La plupart des conseils municipaux deviennent Orangistes ou sont remplacés par la menace ou la force par des partisans orangistes. La faction orangiste accuse les républicains de trahison en faveur des Français et présente Charles II d'Angleterre comme le seul capable de sauver le pays de l'asservissement à la France. Dans l'histoire néerlandaise, l'année 1672 est connue sous le nom de rampjaar, « l'année du désastre ».
Néanmoins, la victoire étant désormais acquise, Louis XIV et Charles II commencent chacun de leur côté à s'inquiéter du fait que l'autre n'en tire trop de bénéfices, aucun des deux ne voulant accorder à l'autre une domination totale sur la riche république. Aussi, quand la délégation néerlandaise arrive pour négocier la paix, Louis XIV ne demande pour l'Angleterre que Delfzijl, de loin le port le moins important convoité par les Anglais. Il refuse l'offre néerlandaise de cession des forteresses des Pays de la Généralité de Bréda, Bois-le-Duc et Maastricht et du versement de dix millions de florins. À la place, sachant que la délégation n'est pas autorisée à faire des concessions sur le plan religieux ou sur l'intégrité territoriale des Provinces-Unies elles-mêmes, Louis XIV demande, en plus de 20 millions de florins et de l'envoi d'une ambassade annuelle des États généraux pour lui demander pardon de leur perfidie, ou la liberté de culte pour les Catholiques ou la cession d'Utrecht et de la Gueldre. Arrêtant l'avance de son armée pour ne pas pousser les Néerlandais dans les bras des Anglais, Louis XIV attend que la délégation s'en aille demander de nouvelles instructions, une procédure assez longue étant donné la nature décentralisée de l'administration néerlandaise. Pendant ce temps, l'eau envahit graduellement les polders de la ligne de défense. Le 7 juillet, ces terres sont totalement inondées, ce qui met la province de Hollande à l'abri. Louis XIV ne s'en inquiète cependant pas trop car il est concentré sur la prise d'Amsterdam et, une première tentative de s'en emparer par un assaut soudain de cavalerie ayant échoué, il a décidé d'éviter un siège coûteux en attendant l'arrivée de l'hiver et du gel des eaux qui devrait l'accompagner. Il rentre en France le 26 juillet avec 18 000 hommes après avoir libéré 20 000 prisonniers pour éviter d'avoir à assurer leur entretien.

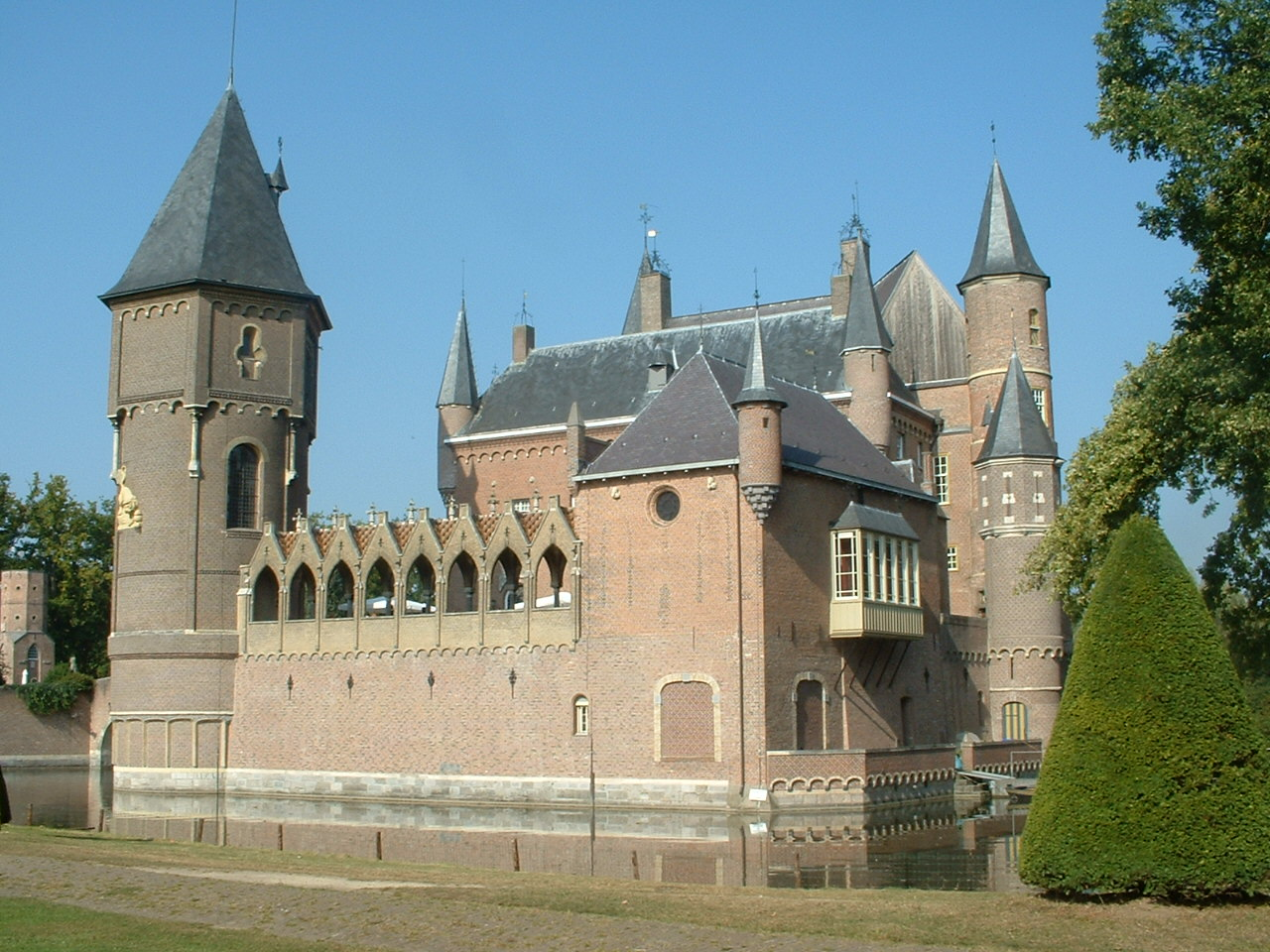
Le château d'Heeswijk, où a été signé l'accord du 16 juillet 1672.

Guillaume d'Orange est nommé stathouder de Hollande le 4 juillet et de Zélande le 16 juillet. Charles II envoie entretemps Henry Bennet, l'une des rares personnes mises dans le secret du traité de Douvres, et le duc de Buckingham porter ses conditions de paix aux Provinces-Unies. Les diplomates débarquent à Brielle en compagnie d'un groupe d'exilés orangistes et se rendent aux quartiers généraux de Guillaume d'Orange à Nieuwerbrug. Ils sont acclamés tout le long de la route par des foules croyant qu'ils viennent promettre le soutien anglais contre les Français. Le 5 juillet, Bennet annonce à Guillaume d'Orange que Charles II est prêt à le soutenir pour qu'il soit nommé prince souverain de Hollande, demandant en échange le paiement de dix millions de florins, un versement annuel de 10 000 ₤ pour avoir le droit de pêcher le hareng en mer du Nord et le rétablissement des clauses du traité de Sans-Pareil de 1585 assurant aux Anglais la possession de Brielle, Sluis et Flessingue. Guillaume d'Orange est outragé par de telles demandes, perdant même son sang-froid en public en hurlant qu'il préférerait « mourir mille fois plutôt que de les accepter ». Henry Bennet menace alors les Provinces-Unies d'annihilation si Guillaume ne se conforme pas à ces conditions et la rencontre tourne à la querelle, Bennet repartant sans avoir rien accompli. Bennet se rend ensuite à Heeswijk, quartier général de l'armée française qui assiège Bois-le-Duc, où il conclut le 16 juillet un accord avec les Français où chaque parti s'accorde sur une liste commune de demandes minimales et promet de ne jamais conclure une paix séparée. Ces demandes sont à nouveau refusées par Guillaume d'Orange le 20 juillet.
Le 18 juillet, Guillaume d'Orange reçoit une lettre de Charles II dans laquelle celui-ci prétend que la guerre était simplement dirigée contre le gouvernement républicain et que le seul obstacle à la paix est l'influence de la faction de Johan de Witt. Guillaume répond en offrant le paiement des droits de pêche, 400 000 florins, Sluis et le Suriname, Charles II devant en retour le déclarer prince souverain et conclure une paix séparée. Le monarque anglais répond à son tour en accusant Guillaume d'être déraisonnablement obstiné et d'intriguer derrière son dos avec le Country Party.
Johan de Witt a entretemps dû renoncer à sa fonction de grand-pensionnaire après avoir été blessé lors d'une tentative d’assassinat en juin. Son frère Cornelis est arrêté sur l'accusation, probablement fausse, de comploter pour assassiner Guillaume d'Orange. Le 15 août, ce dernier communique officiellement la première lettre de Charles II afin d'inciter la population à s'opposer à la faction républicaine. De nouvelles émeutes s'ensuivent et, le 20 août, alors que Johan de Witt rend visite à son frère en prison, tous deux sont massacrés par une milice orangiste à l'instigation de Johan Kievit et Cornelis Tromp. La conséquence en est que le pouvoir de Guillaume d'Orange est désormais à l'abri de menaces internes.
La bataille de Solebay ayant empêché la flotte franco-anglaise d'opérer le blocus des côtes des Provinces-Unies qui aurait poussé les Néerlandais à la famine, les alliés ne peuvent désormais qu'espérer que les Néerlandais comprennent que leur situation est désespérée et capitulent. Pendant ce temps, leur propre situation se détériore car la guerre est très coûteuse et Charles II en particulier connaît des difficultés financières. La situation de la principauté épiscopale de Münster est encore pire car le siège de Groningue doit être levé en août et les Néerlandais reprennent Coevorden et libèrent la Drenthe avant la fin de l'année. Les lignes de ravitaillement de l'armée française sont dangereusement étirées et Guillaume d'Orange tente de les couper à l'automne en marchant sur la ville-frontière française de Charleroi à travers les Pays-Bas espagnols. Par ailleurs, les États allemands qui ont promis de rester neutres commencent à s'inquiéter des succès français et en particulier de leur refus de se retirer du duché de Clèves. Le 25 juillet, l'empereur Léopold Ier signe un traité défensif avec les Provinces-Unies et, avec le Brandebourg-Prusse à qui le duché de Clèves appartient et qui s'est allié aux Néerlandais le 6 mai, envoie une armée de 40 000 hommes sur le Rhin. Cette armée n'attaque pas les Français mais sa présence est suffisante pour attirer ceux-ci dans sa direction. Le 27 décembre, après un sévère coup de gel, le duc de Luxembourg commence à traverser la waterlinie prise par les glaces avec 8 000 hommes dans le but de mettre à sac La Haye mais un dégel soudain sépare son armée en deux et il ne rejoint ses propres lignes que de justesse.

## La guerre en 1673
Les tentatives de traverser la waterlinie prise par les glaces pendant l'hiver sont déjouées à la fois par de brusques dégels et par les compagnies spéciales de marins se déplaçant sur des patins à glace mises en place par le luitenant-admiraal Johan de Liefde. Au printemps, les tentatives de drainer la partie nord de la ligne défensive ou de la traverser sur des radeaux sont infructueuses. La flotte franco-anglaise reçoit donc la mission d'exécuter un débarquement sur la côte néerlandaise si c'est réalisable et, au minimum, de réaliser un blocus. Pour cela, elle doit avoir la maîtrise de la mer afin d'assurer la sécurité de la force d'invasion de 6 000 soldats qui est stationnée à Yarmouth en attendant d'être transportée.
Au mois de mai, la flotte alliée commandée par le prince Rupert prend la mer et Michiel de Ruyter, en infériorité numérique, prend une position défensive dans le bassin de Schooneveld, près de l'île de Walcheren. Le 7 juin 1673, Rupert tente de contourner la flotte néerlandaise en espérant la forcer à chercher refuge dans le port militaire de Hellevoetsluis, où elle pourrait être bloquée pendant que la flotte de transport débarquerait pour attaquer Brielle ou Flessingue. Mais de Ruyter choisit d'attaquer, ce qui donne lieu à la première bataille de Schooneveld. Les Néerlandais profitent d'une brèche dans la ligne de bataille française pour s'y engouffrer, menaçant d'encerclement l'escadre d'Édouard Sprague à l'arrière. Sprague cherche alors à rejoindre l'escadre du prince Rupert, qui se mesure prudemment, par crainte des bancs de sable, à celle commandée par Cornelis Tromp, accentuant ainsi le désordre de la formation alliée. Devant une telle confusion, le prince Rupert décide de battre en retraite à la nuit tombée.
Le prince Rupert n'ose plus pénétrer à nouveau dans le bassin de Schooneveld et, pendant qu'il cherche un moyen d'attirer en dehors la flotte néerlandaise, Michiel de Ruyter, ayant fait effectuer des réparations sur ses navires, décide d'attaquer le 14 juin la flotte alliée qui ne s'y est pas préparée. Lors de cette seconde bataille de Schooneveld, le prince Rupert sème le chaos dans sa propre flotte par ses ordres confus. Plusieurs navires alliés sont sérieusement endommagés et la flotte franco-anglaise, le moral en berne, retourne dans l'estuaire de la Tamise pour effectuer des réparations.

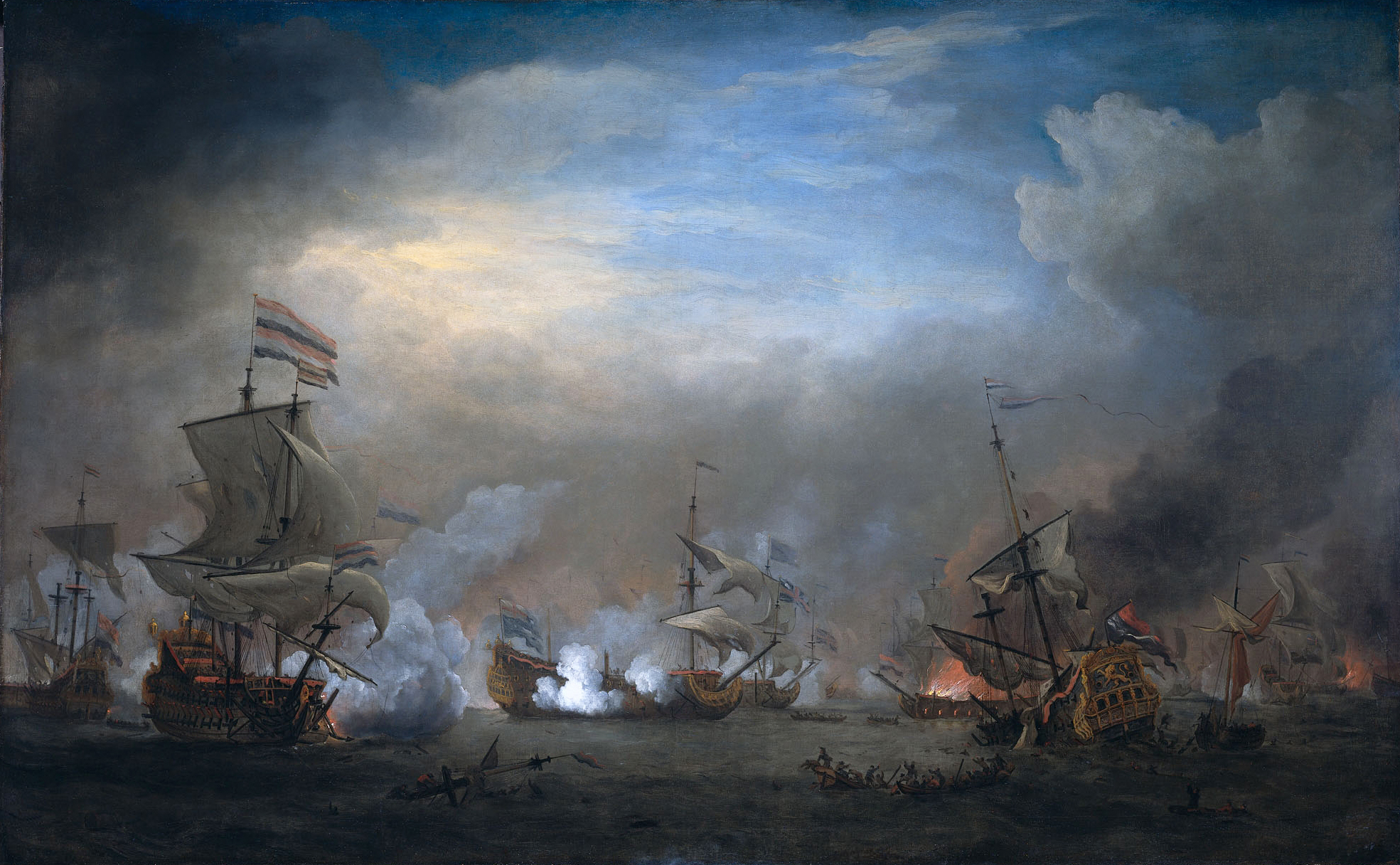
La Bataille de Texel, par Willem van de Velde le Jeune (1707).

La flotte du prince Rupert reprend la mer à la fin du mois de juillet avec l'intention d'attirer les Néerlandais vers le nord en feignant de vouloir débarquer au Helder. Michiel de Ruyter décide tout d'abord de ne pas quitter le bassin de Schooneveld mais l'ordre lui en est donné par Guillaume d'Orange, qui cherche à assurer la protection de la flotte de la Compagnie néerlandaise des Indes orientales. Le 21 août, les deux flottes s'affrontent donc une nouvelle fois lors de la bataille de Texel. Michiel de Ruyter parvient à séparer à nouveau l'escadre française du reste de la flotte, alors qu'Édouard Sprague brise encore la formation pour se mesurer à Cornelis Tromp et perd la vie lors du combat. Les deux flottes subissent d'importants dommages sans qu'aucune n'ait pu prendre l'avantage mais cette bataille indécise sur le plan tactique est une victoire stratégique pour les Néerlandais. Les stratégies élaborées par Michiel de Ruyter ont joué un rôle déterminant dans cette réussite et le duc d'York dit de lui qu'il est le plus grand amiral de son époque. Le projet d'invasion par la mer est abandonné et les importants coûts de réparation tourmentent le Parlement d'Angleterre.
Par ailleurs, les corsaires néerlandais capturent au cours de la guerre plus de navires marchands (plus de 550) que leurs homologues anglais. Et, loin d'avoir réussi à bloquer les côtes néerlandaises, ce sont les Anglais qui voient leur commerce avec la mer Baltique, avec leurs importations de bois et de goudron, largement perturbé. La ville de New York, prise aux Néerlandais en 1664, est reprise en 1673 par Cornelis Evertsen et Jacob Binckes, et les Néerlandais s'emparent aussi de l'île de Sainte-Hélène pendant quelques mois, deux autres coups portés à la réputation des Anglais même si l'impact financier est faible. Aux Indes, une escadre de la Compagnie néerlandaise des Indes orientales triomphe d'une escadre de la Compagnie anglaise des Indes orientales au large de Masulipatnam le 1er septembre. Ces échecs ont pour conséquence que le Parlement, en novembre 1673, refuse d'accorder un budget de guerre à Charles II d'Angleterre pour 1674.
Les objectifs terrestres des Français se tournent vers le sud et l'armée française, avec la participation de la brigade du duc de Monmouth, s'empare de Maastricht au mois de juillet. Cet événement isole encore plus les Pays-Bas espagnols, qui sont désormais l'objectif prioritaire de Louis XIV. Cette vulnérabilité des possessions espagnoles inquiète les autres puissances, les Provinces-Unies, l'Archiduché d'Autriche, la Monarchie catholique espagnole et le Duché de Lorraine formant le 30 août la Grande alliance de La Haye tandis que Guillaume d'Orange s'assure de l'échec des négociations de paix avec la France qui se tiennent à Cologne. En novembre, l'armée de cette alliance prend Bonn, ce qui oblige les Français à évacuer tous les territoires qu'ils occupaient aux Provinces-Unies à l'exception de Grave et de Maastricht. La conquête des Provinces-Unies devenant improbable, l'objectif de la guerre devient la domination des Pays-Bas méridionaux, où les intérêts de l'Angleterre s'opposent à ceux de la France.
Pendant l'été, les Néerlandais mènent d'autre part une campagne de propagande qui exploite les peurs de la population anglaise en inondant le pays de dizaines de milliers de pamphlets qui accusent Charles II de conspirer avec Louis XIV pour faire à nouveau de l'Angleterre un pays catholique. Cette campagne est une totale réussite, la population étant convaincue qu'un tel plan existe. La renonciation du duc d'York, frère de Charles II, à sa position à la tête de l'Amirauté est aussi vue, de façon correcte, comme un signe qu'il a embrassé la foi catholique, le Test Act instauré en mars 1673 obligeant toute personne occupant un emploi public, civil ou militaire, à signer une déclaration rejetant la thèse de la transsubstantiation. En septembre, le duc d'York se marie avec la catholique Marie de Modène, ce qui accroît la perspective d'une dynastie de monarques catholiques dirigeant l'Angleterre.
Charles II, qui est de plus en plus décrié au sein de son propre gouvernement, considère désormais que l'alliance avec la France menace sa position personnelle. Il informe l'ambassadeur français Charles Colbert de Croissy qu'il doit renoncer à l'effort de guerre. Par l'intermédiaire du consul espagnol à Londres, le marquis del Fresno, il communique aussi aux États généraux des Provinces-Unies que son objectif principal, qui était d'installer au pouvoir son neveu Guillaume d'Orange, est désormais atteint et qu'il est donc prêt à négocier la paix en échange du paiement d'indemnités mineures. Les États généraux sont d'abord enclins à rejeter cette proposition, la guerre ayant été en tous points défavorable aux Anglais, mais Guillaume d'Orange les persuade que c'est une occasion de finir par entraîner l'Angleterre dans une guerre contre la France.

## Traité de Westminster
Le 4 janvier 1674, les États généraux rédigent une proposition de paix et un messager débarque à Harwich le 7 janvier avec deux lettres adressées au consul d'Espagne. Il est arrêté par les autorités de la ville mais Henry Bennet remet personnellement les lettres au consul. Le 24 janvier, del Fresno transmet la proposition à Charles II, qui exprime officiellement sa surprise. La proposition est transmise au Parlement à la grande satisfaction de ses membres, qui ont déjà été informés de son contenu. La proposition est approuvée par le Parlement après quelques jours de débat et la nouvelle est accueillie avec joie par la population. Le 1er février, un messager anglais portant la nouvelle de l'accord du Parlement est reçu par les États généraux. Une commission est nommée pour rédiger la version définitive du document et le traité de Westminster est signé par Charles II le 19 février. Il est ratifié par les États généraux le 5 mars.
Le traité stipule que la Nouvelle-Néerlande est désormais une possession anglaise et que le Suriname, conquis par les Néerlandais en 1667, demeure une colonie néerlandaise, ce qui confirme officiellement la situation à la fin de la deuxième guerre anglo-néerlandaise. Une indemnité de 2 000 000 de florins doit par ailleurs être versée par les Provinces-Unies. Une tentative de Guillaume d'Orange d'entraîner Charles II dans la guerre contre Louis XIV échoue au mois d'avril, le roi d'Angleterre se posant désormais en négociateur entre les deux nations. En novembre 1677, Charles II oblige sa nièce Marie à épouser son cousin Guillaume d'Orange, concrétisant son rapprochement avec les Provinces-Unies. L'Angleterre s'allie officiellement avec les Provinces-Unies en janvier 1678, quelques mois avant la signature du traité de Nimègue qui met fin à la guerre de Hollande.